# Besonders wertvoll
Besonders wertvoll ist der Titel eines Kurzfilms des deutschen Regisseurs Hellmuth Costard aus dem Jahr 1968. Der Titel ist eine Anspielung auf das höchste Filmprädikat „besonders wertvoll“ der Filmbewertungsstelle Wiesbaden. Zu Beginn des Jahres 1968 wurde in Deutschland ein neues Filmförderungsgesetz verabschiedet, das auch eine Klausel zur „Sittenwidrigkeit“ enthielt. Der Film beschäftigt sich in ironischer Weise mit diesem Thema.

## Handlung
In dem Kurzfilm wird eine Rede des CDU-Bundestagsabgeordneten Hans Toussaint, der das neue Filmförderungsgesetz mitinitiiert hatte, durch einen sprechenden Penis vorgetragen. Nach der Rede wird das Genital von einer Frauenhand masturbiert, wobei im Hintergrund Trompetenmusik zu hören ist. Nach einer Ejakulation auf die Kameralinse endet der Film mit dem Bild eines nackten Gesäßes, das per Furz eine Kerze zum Erlöschen bringt.

## Aufführung
Der Film richtet sich als Protestfilm gegen die Arbeitsweise der Filmbewertungsstelle und sorgte bei seiner geplanten Aufführung bei den Kurzfilmtagen in Oberhausen für einen Skandal. Die Festivalleitung weigerte sich, den Film zu zeigen, obwohl ihn der Auswahlausschuss – dem u. a. die Journalisten Wolfram Schütte, Enno Patalas und Uwe Nettelbeck angehörten – angenommen hatte. Nettelbeck hatte zudem in der Wochenzeitung Die Zeit einen Artikel veröffentlicht, in dem er für Costard Partei nahm. Fast alle deutschen Regisseure zogen daraufhin ihre Beiträge zurück, der Schriftsteller Peter Handke verließ aus Protest die Jury, nur der Filmemacher Werner Herzog wollte weiter am Festival teilnehmen. Der Festivalleiter Hilmar Hoffmann bot zwischenzeitlich seinen Rücktritt an.
Besonders wertvoll wurde anschließend, zusammen mit den anderen deutschen Kurzfilmen, außerhalb des Festivals an der Ruhr-Universität Bochum gezeigt.